# Los Ríos (region)
Los Ríos (sp:floderna) är en region i södra Chile. Den administrativa huvudorten är Valdivia. Befolkningen beräknades till 356 396 invånare år 2002, på en yta av 18 429 kvadratkilometer.
Provinser:
- Ranco
- Valdivia